# Knut Folkerts
Knut Detlef Folkerts (Singen, Baden-Württemberg, 1 de gener de 1952) és un activista polític alemany, exmilitant de la segona generació de la Fracció de l'Exèrcit Roig (RAF).
El 1977 va ser condemnat als Països Baixos a 20 anys de presó per assassinat. Més tard va ser condemnat a presó perpètua a l'Alemanya Occidental per delictes com l'assassinat del fiscal Siegfried Buback; tanmateix l'any 1995 va ser alliberat quan es van plantejar dubtes sobre la fiabilitat de les proves del judici.

## Trajectòria a la RAF i detenció

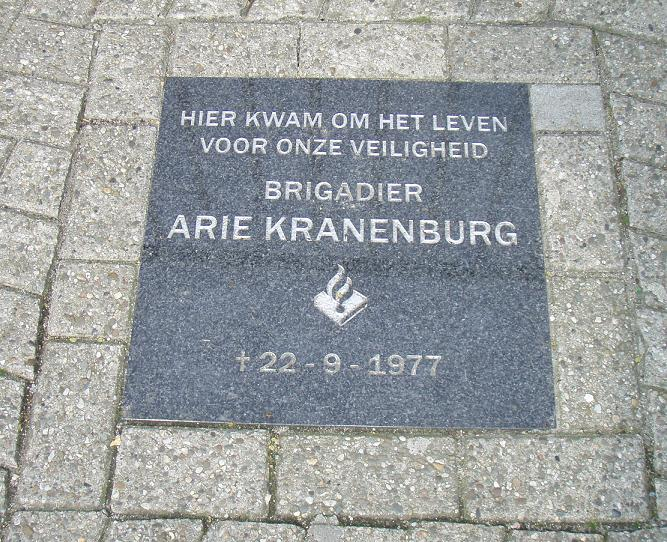
Placa commemorativa del policia Arie Kranenburg a Utrecht

Va ser condemnat, juntament amb Willy-Peter Stoll, per un jutjat de Frankfurt del Main pel robatori en una botiga d'armes de foc l'1 de juliol de 1977. En una entrevista l'any 2007 va negar qualsevol implicació en els fets.
El 22 de setembre de 1977 Folkerts i Elisabeth von Dyck es van disposar a tornar un cotxe de lloguer a l'empresa concessionària d'Utrecht. L'automòbil havia estat llogat per Sigrid Sternebeck i utilitzat en relació al segrest i l'assassinat de l'industrial i ex-oficial nazi Hanns Martin Schleyer. Els voltants de l'oficina neerlandesa estaven sota vigilància i la policia els va intentar detenir. Folkerts va disparar mortalment al policia Arie Kranenburg (1931-1977) i va ferir greument un segon oficial. Posteriorment va ser arrestat, mentre que Elisabeth von Dyck, originàriament confosa amb Brigitte Mohnhaupt, va aconseguir fugir.
Les autoritats alemanyes li van oferir una nova identitat als Estats Units d'Amèrica i un milió de marcs alemanys si acceptava trair el grup armat i desvelar l'amagatall de Schleyer. Més tard, Folkerts va afirmar que l'Oficina Federal d'Investigació Criminal alemanya (BKA) l'amenaçava de penjar-lo si rebutjava l'oferta.

## Judicis i presó
Folkerts va ser condemnat a Utrecht a 20 anys de presó per l'assassinat d'Arie Kranenburg. Després d'un any sota custòdia neerlandesa, però, va ser traslladat a Alemanya, on va enfrontar-se a altres càrrecs greus. El 31 de juliol de 1980 va ser condemnat a Stuttgart a dues sentències de presó perpètua per l'assassinat del fiscal Siegfried Buback i els seus dos guardaespatlles, per formar una «organització terrorista» i pel robatori d'una botiga d'armes de foc de Frankfurt del Main.
El 16 d'octubre de 1995 va ser alliberat anticipadament. Els antics membres de la RAF havien afirmat que Folkerts estava a Amsterdam en el moment de l'assassinat i, per tant, no podia estar directament involucrat en l'acció. El maig de 2007, Folkerts va dir en una entrevista a la revista Der Spiegel, que sabia del pla de la Fracció de l'Exèrcit Roig per a assassinar Siegfried Buback, però que no hi estava directament implicat. El 2007, en una entrevista del mateix mitjà a l'advocat Michael Rosenthal, va reiterar els dubtes sobre la fiabilitat dels testimonis que havien declarat haver vist Folkerts al lloc del crim.

## Polèmica jurídica
El 5 d'agost de 2005, les autoritats neerlandeses van exigir, sobretot a causa de la pressió de la vídua del policia assassinat, Joke Kranenburg, que Folkert complís la resta de la seva condemna per l'assassinat d'Utrecht. Van presentar una sol·licitud d'assistència judicial a les autoritats legals alemanyes. La mesura neerlandesa va ser dissenyada per eludir una sentència de juliol de 2005 del Tribunal Constitucional alemany que havia bloquejat l'extradició de ciutadans alemanys. El 31 de maig de 2006, un tribunal de La Haia va dictaminar que Folkerts havia de complir una condemna de 20 anys als Països Baixos. No obstant això, el 16 de juny de 2011 l'Audiència Regional d'Hamburg va determinar que la pretensió neerlandesa era inadmissible per raons de proporcionalitat. El tribunal d'Hamburg va determinar que Folkert havia renunciat a la lluita armada i s'havia comportat bé des del seu alliberament el 1995, i també van assenyalar que havia expressat el seu pesar a la vídua del policia que havia assassinat.
El 28 de desembre de 2007, els jutges d'instrucció del Tribunal Federal de Justícia alemany van dictar una ordre de detenció coercitiva de fins a sis mesos contra els antics membres de la RAF Knut Folkerts, Christian Klar i Brigitte Mohnhaupt. Amb això es pretenia obligar els detinguts a fer una declaració sobre l'assassinat de Siegfried Buback. L'advocat de Folkerts va declarar que no declararia. El 7 d'agost de 2008, el Tribunal Federal de Justícia va aixecar l'ordre de detenció coercitiva contra els exmilitants de la RAF.